# Альшевский, Кирилл Петрович
Кири́лл Петро́вич Альше́вский (бел. Кірыл Пятровіч Альшэўскі; род. 27 января 1982, Борисов, Минская область) — белорусский футболист, защитник; тренер.

## Игровая карьера
В 13-летнем возрасте вместе с семьёй переехал из Германии, где служил его отец, в Беларусь. Воспитанник ДЮСШ-2 Борисова, после, познакомившись с тренером Юрием Пышником, занимался в Республиканском училище олимпийского резерва. Два сезона (2001—2002) отыграл в команде РУОР во второй лиге Беларуси, после чего решил закончить карьеру футболиста.

## Тренерская карьера

### РУОР, БАТЭ и «Динамо (Минск)»
Отслужив в армии, получил приглашение от Юрия Пышника работать в качестве тренера с юношескими командами того же РУОР. В 2006 году перешёл на работу в структуры БАТЭ, где сначала работал с молодёжными командами, а после — с дублирующим составом, в том числе ассистируя Виктору Гончаренко. В начале 2009 года возглавил дублирующий состав «Динамо-Минск», не получив повышения в структурах БАТЭ. За полгода работы с дублем «Динамо-Минск» своими подходами и работой впечатлил Юрия Чижа и получил предложение возглавить основной состав после отставки Славолюба Муслина, став самым молодым тренером в истории чемпионата Беларуси по футболу. Однако спустя три недели работы главным тренером, не проиграв за это время ни одного матча, был отправлен в отставку.

### Молодёжные сборные Беларуси, работа в структуре БАТЭ
В начале 2010-х годов перешёл на работу в структуры АБФФ, работая ассистентом главного тренера Юрия Шуканова в юношеской и молодёжной сборной Беларуси. После окончания контракта в сборных вернулся на работу в БАТЭ на должность спортивного директора. В начале 2013 стал заместителем генерального директора по спортивным вопросам, исполнял обязанности главного тренера дубля БАТЭ. В 2014 году решил сконцентрироваться на тренерской карьере и снова вернулся к работе с молодёжными сборными, работая в качестве главного тренера с возрастами U15—U19 и в качестве технического директора. В начале 2015 года успешно сдал экзамены на тренерскую категорию PRO, в период подготовки стажировался в нидерландском «Аяксе». В 2014—2016 годах работал тренером сборной Беларуси U-15. После увольнения в ноябре Алексея Вергеенко стал исполнять обязанности главного тренера сборной U-16, совмещая работу в младших возрастных категориях. В декабре 2016 года назначен на должность технического директора АБФФ. В то же время занимался подготовкой сборной U-17 к ЧЕ-2017. В 2017 году качестве главного тренера сборной U-17 выиграл бронзовые медали на Кубке Развития. В конце года возглавил сборную Беларуси U-19. Весной 2018 года курировал сборную U-18 на товарищеском турнире в Португалии. Осенью покинул пост технического директора АБФФ и сосредоточился на работе в сборной U-19.

### Возвращение в БАТЭ
В 2019 году вернулся к работе в БАТЭ, возглавив дубль, с которым выиграл золото первенства дублёров сезона 2019. После отставки Алексея Баги с поста главного тренера основной команды, клуб предложил Кириллу Альшевскому возглавить основную команду. В качестве главного тренера БАТЭ выиграл Кубок Беларуси 2019/20, обыграв в финале «Динамо-Брест» (1:0). В мае 2020 года был признан лучшим тренером месяца. Однако после проигрыша клуба в первом же матче Лиги Европы со счётом 0:2 (матч против ЦСКА (София) во 2-м квалификационном раунде) отправлен в отставку, оставив пост главного тренера своему ассистенту Александру Лисовскому. После увольнения интерес к тренеру проявляли казахстанский клуб «Астана» и софийский ЦСКА.

### «Рух», «Лиепая», БАТЭ, «Велес»
В январе 2021 года возглавил брестский «Рух», но спустя восемь месяцев покинул пост главного тренера брестского клуба. В январе вошёл в состав латвийской «Лиепаи». В феврале возглавил команду. В начале июня покинул клуб, имея 11 побед в 16-ти матчах чемпионата Латвии. В октябре вернулся в борисовский БАТЭ. В декабре стало известно, что Сергей Зеневич, Эдуард Тучинский, Игорь Рожков и Александр Лисовский вошли в тренерский штаб Альшевского. В январе 2024 года покинул команду.
24 июня 2024 года возглавил российский клуб «Велес», выступающий во Второй лиге, подписав контракт до конца сезона 2025/26. 24 июня 2025 года покинул клуб по соглашению сторон. Под руководством Альшевского команда заняла седьмое место в сезоне 2024/25 в группе «золото» дивизиона «А» Второй лиги.

## Личная жизнь
Сын Петра Степановича Альшевского (род. 1959), работавшего начальником команды БАТЭ в 1998 году. Племянник Анатолия Капского, бывшего председателя правления БАТЭ (1996—2018), и троюродный брат Андрея Капского, нынешнего председателя правления. Женат, две дочери.
Поклонник хард-рока, в том числе групп «Metallica» и «Queen». Своим футбольным кумиром считает итальянца Роберто Баджо.

## Достижения
Беларусь (до 17)
- Бронзовый призёр Кубка Развития: 2017

БАТЭ (дубль)
- Чемпион Беларуси среди дублёров: 2019

БАТЭ
- Обладатель Кубка Беларуси: 2020